# فريتز كون (عالم فلك)
فريتز كون (بالألمانية: Fritz Cohn)‏ هو عالم فلك ألماني، ولد في 12 مايو 1866 في كونيغسبرغ في الإمبراطورية الروسية، وتوفي في 14 ديسمبر 1921 في برلين في ألمانيا.